# Arrondissement de Zeitz
L'arrondissement de Zeitz, est un arrondissement de Prusse puis de l'état de Saxe-Anhalt dans la zone d'occupation soviétique puis dans la RDA. Le siège de l'arrondissement est la ville de Zeitz, qui est indépendante de 1901 à 1950. Après la réforme administrative en RDA en 1952, il y a un nouveau arrondissement de Zeitz (de) dans le district de Halle de la RDA jusqu'en 1990.

## Histoire

### Royaume et État libre de Prusse

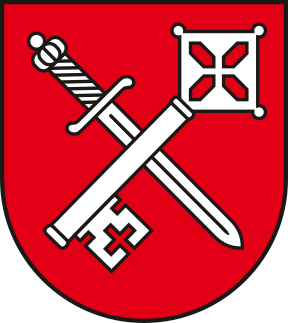
Armoiries de l'arrondissement de Zeitz de 1993 à 1994

Après l'attribution d'une grande partie du royaume de Saxe au royaume de Prusse lors du Congrès de Vienne, celui-ci affecte les nouvelles acquisitions à la province de Saxe créée par l'ordonnance du 30 avril 1815. La nouvelle répartition des autorités administratives inférieures a lieu au cours de l'année 1816. À cette occasion, le bureau de Zeitz (de) de l'ancien territoire électoral saxon de Naumbourg-Zeitz est attribué, dans sa délimitation transmise depuis le Moyen Âge, au district de Mersebourg et est défini comme nouveau arrondissement de Zeitz à partir du 1er octobre 1816
Le 1er avril 1901, la ville de Zeitz est détachée et devient ainsi un arrondissement. La dissolution de la province de Saxe, ordonnée le 1er juillet 1944, n'entraîne aucun changement pour le territoire de l'arrondissement, dont le district de Mersebourg est transformé en la nouvelle province de Halle-Mersebourg.

### Période d'occupation et RDA
Après la fin de la guerre, la ville et l'arrondissement de Zeitz appartiennent à la province de Saxe-Anhalt formée par les forces d'occupation soviétiques, qui en 1947 - après la dissolution de l'État prussien - devient l'État de Saxe-Anhalt.
Le 1er juillet 1950, une première réforme territoriale a lieu en RDA :
- L'arrondissement urbain de Zeitz est dissous et réuni avec l'arrondissement de Zeitz
- Les communes d'Osterfeld et de Schkölen ainsi que les communes de Deuben, Dobergast, Döbris, Döschwitz, Droyßig, Goldschau, Kämmeritz, Kleinhelmsdorf, Kretzschau, Lindau, Luckenau, Löbitz, Meineweh, Mutschau, Nautschütz, Nonnewitz, Podebuls-Wetterzeube, Pötewitz Theißen, Trebnitz a . /Elster, Unterkaka, Waldau, Weickelsdorf, Weißenborn et Wettaburg sont transférées de l'arrondissement de Weißenfels à l'arrondissement de Zeitz.
- La commune de Mumsdorf, qui formait jusqu'alors une enclave thuringienne dans l'arrondissement de Zeitz, passe de l'arrondissement d'Altenbourg (de) à l'arrondissement de Zeitz[2].
- En retour, les communes de Bröckau (avec Hohenkirchen) se transférées de l'arrondissement de Zeitz à l'arrondissement d'Altenbourg.

Le redécoupage administratif de la RDA le 26 juillet 1952 entraîne d'autres modifications territoriales :
- Les communes de Deuben, Dobergast, Döbris, Mutschau et Trebnitz a. /Elster sont intégrées dans le nouveau arrondissement d'Hohenmölsen (de).
- Les communes de Goldschau, Löbitz et Wettaburg sont transférées au nouveau arrondissement de Naumbourg (de).
- La ville de Schkölen et les communes de Crossen an der Elster, Kämmeritz, Lindau, Nautschütz et Silbitz sont intégrées au nouveau arrondissement d'Eisenberg (de) dans le district de Gera.
- La commune de Naundorf est transféré au nouveau arrondissement d'Altenbourg (de) dans le district de Leipzig.
- Les communes restantes forment le nouveau arrondissement de Zeitz (de), qui, comme les arrondissements d'Hohenmölsen, Naumburg et Weißenfels, est affecté au nouveau district de Halle.

Dans le cadre d'une correction ultérieure de la réforme territoriale de l'été 1952, les communes de Falkenhain, Mumsdorf et Zipsendorf sont transférées le 4 décembre 1952 dans l'arrondissement d'Altenbourg, dans le district de Leipzig.
Le 1er janvier 1956, la commune de Bröckau est transférée de l'arrondissement de Schmölln (de) (district de Leipzig) à l'arrondissement de Zeitz, auquel elle appartenait jusqu'en 1950. Le 1er janvier 1957, la commune de Goldschau est de nouveau rattachée l'arrondissement de Naumbourg. Depuis lors, le périmètre de l'arrondissement est resté inchangé jusqu'à la réforme des arrondissements de 1994, mais de nombreux changements suivent dans l'effectif des communes à la suite de leur incorporation.

### Rétablissement de la Saxe-Anhalt
Le 3 octobre, la loi d'introduction des Länder du 22 juillet 1990 est entrée en vigueur. Ainsi, le Land de Saxe-Anhalt est créé en même temps que l'adhésion de la RDA à la République fédérale d'Allemagne. En 1994, l'arrondissement de Zeitz devient une partie du nouveau arrondissement du Burgenland (de), basé à Naumbourg. Au moment de sa dissolution, l'arrondissement de Zeitz compte encore 38 communes, dont deux (Zeitz et Osterfeld) sont des villes.

## Évolution de la démographie
| Année | Habitants | Source |
| ----- | --------- | ------ |
| 1816  | 22.125    | [ 5 ]  |
| 1843  | 32 241    | [ 6 ]  |
| 1871  | 41 166    | [ 7 ]  |
| 1890  | 49 892    | [ 8 ]  |
| 1900  | 59 076    | [ 8 ]  |
|       |           |        |
| 1910  | 35 842    | [ 8 ]  |
| 1925  | 38.149    | [ 8 ]  |
| 1933  | 39 070    | [ 8 ]  |
| 1939  | 39 551    | [ 8 ]  |
| 1946  | 52 095    | [ 9 ]  |
|       |           |        |
| 1955  | 102 900   | [ 8 ]  |
| 1960  | 97 951    | [ 8 ]  |
| 1971  | 94 818    | [ 10 ] |
| 1981  | 83 159    | [ 10 ] |
| 1990  | 75 100    | [ 8 ]  |

## Administrateurs de l'arrondissement
- 1816–1824: Wilhelm Friedrich Ludwig von Zerssen
- 1824–1831: Pavelt
- 1831–1840: Karl Klotzsch
- 1840–1848: Viktor von Ponickau (de)
- 1848–1853: Alfred von Larisch
- 1853–1861: Albert von Holleuffer (de)
- 1861–1872: Heinrich von Helldorff (de)
- 1872–1885: Oskar von Arnstedt (de)
- 1886–1899: Friedrich Winckler
- 1900–1926: Paul Winckler (de)
- 1926–1928: Karl Steinhoff
- 1928–1930: Jaenecke
- 1930–1932: Heinrich Acker (de)
- 1932–1945: Karl Heimerich (de)
- 1945: Otto Weber (de)
- Janvier à mai 1990: Ronald Prüfe
- Juin 1990 à novembre 1992: Nikolaus Jung (de)

## Villes et communes avant 1950
En 1871, l'arrondissement comprend la ville de Zeitz, 109 communes et 35 districts de domaine.
À la fin de 1900, il y a 106 communes et 31 districts de domaine en plus de la ville de Zeitz.

### Situation en 1945
En 1945, l'arrondissement de Zeitz comprend 78 communes : 
| - Aue - Aylsdorf - Beersdorf - Bergisdorf - Bornitz - Braunshain - Breitenbach - Bröckau - Brossen - Crossen an der Elster - Dietendorf - Döbitzschen - Draschwitz - Droßdorf - Falkenhain - Frauenhain - Geußnitz - Giebelroth - Gleina - Göbitz | - Golben - Grana - Großosida - Großpörthen - Hainichen - Haynsburg - Heuckewalde - Hohenkirchen - Katersdobersdorf - Kayna - Kleinpörthen - Könderitz-Etzoldshain - Koßweda - Kuhndorf - Langendorf - Lindenberg - Loitsch - Loitzschütz - Lonzig - Lützkewitz | - Mannsdorf - Maßnitz - Minkwitz - Naundorf - Nedissen - Nickelsdorf - Nißma - Oelsen - Ossig - Ostrau - Predel - Prehlitz-Penkwitz - Profen - Raba - Rasberg - Rehmsdorf - Reuden - Roda - Sabissa - Salsitz | - Sautzschen - Schellbach - Schkauditz - Silbitz - Spora - Sprossen - Staschwitz - Tauchlitz - Torna - Traupitz - Tröglitz - Wernsdorf - Wittgendorf - Wuitz - Würchwitz - Zangenberg - Zettweil - Zipsendorf |

### Communes dissoutes ou supprimées avant 1950
| - Bockwitz, 1938 à Loitsch - Burtschütz, à Tröglitz - Dragsdorf, 1939 à Wittgendorf - Etzoldshain, 1929 à Könderitz-Etzoldshain - Gornitz, à Brockau - Goßra, 1929 à Haynsburg - Kadic, 1939 à Gleina - Kleinosida, 1939 à Salsitz - Könderitz, 1929 à Könderitz-Etzoldshain - Krimmitzschen, 1938 à Rehmsdorf - Krimmlitz, 1939 à Draschwitz - Lobas, à Würchwitz - Grind, 1938 à Roda - Nöben, 1925 à Crossen - Puschendorf, à Gleina - Rippicha, 1938 à Drossdorf | - Röden, 1938 à Frauenhain - Rosenthal, 1925 à Crossen - Rossendorf, 1938 à Kossweda - Rumsdorf, à Rehmsdorf - Rusendorf, à Falkenhain - Schlottweh, 1938 à Breitenbach - Stockhausen, 1938 à Loitsch - Stocksdorf, 1939 à Gleina - Suxdorf, à Würchwitz - Tanna, 1938 à Wernsdorf - Techwitz, à Tröglitz - Wadewitz, à Traupitz - Weißenborn, 1938 à Brockau - Wildensee, 1938 à Geussnitz - Zeitz, ville indépendante de 1901 - Zetschdorf, 1938 à Frauenhain |

## Plaque d'immatriculation
- Plaque d'immatriculation de 1991 : ZZ